# 張行
張行（英文：Hunt Chang，1990年4月4日—），台灣男演員，出演過多部微電影、電視劇和廣告。從2014年參加台灣綜藝節目《大學生了沒》進入演藝圈，曾在2015年出演《我的少女時代》、2016年參與PPTV網路劇《我喜歡你，你知道嗎？》等，以往在戲劇中多擔任男配角色。
於2018年CHOCO TV自製BL網路劇HIStory2《是非》單元劇中飾演主角非盛哲，因該劇收視看漲，人氣上升。

## 演出作品

### 戲劇/網路劇/電影
| 年份 | 播出頻道      | 劇名               | 角色   | 導演           | 合作演員                                        | 備註 |
| 2015 | 電影          | 我的少女時代       | 三三   | 陳玉珊         | 王大陸 、 宋芸樺、 李玉璽；陳喬恩、 劉德華      |      |
| 2016 | 電影          | 銷售奇姬           |        | 卓立           | 白歆惠、林美秀                                  |      |
| 2016 | PPTV          | 我喜歡你，你知道嗎 | 周桐   | 陳戎暉、吳蒙恩 | 吳思賢、沈建宏、陳語安、 鄭暐達、紀培慧、謝翔雅 |      |
| 2018 | CHOCO TV 平台 | HIStory2-是非      | 非盛哲 | 李青蓉         | 江常輝、康茵茵、趙永馨、邱志宇                  |      |
| 2018 | 噪咖          | 我的鮮肉弟弟       | 張副總 |                |                                                 | 客串 |
| 2020 | Vidol         | 愛不愛栗絲         | 大毛   |                |                                                 | 客串 |

### 微電影／短片
| 年份 | 劇名                                      | 角色 | 導演   | 合作演員       | 備註 |
| 2015 | 《畢業前夕的告白》                        | 小凱 |        | 鍾采軒         | 和運租車微電影 |
| 2016 | 《糸糸》                                  | 馬力 | 陳姵蓉 | 黃心娣、陳寅修 | 崑山科技大學視訊傳播設計系第15屆畢業製作 第11屆螺絲起子國際學生短片創作影展金螺絲獎 2016福爾摩沙電影櫥窗影展精選獎及評審特別獎 |
| 2019 | 《專屬我們的約定》 （页面存档备份，存于） |      | 林國元 | 黃瀞瑩         | 臺北市政府觀光傳播局 2019臺北杜鵑花季微電影                                                                                    |

### 廣告
| 年份 | 作品                                      |
| 2015 | SONY XPERIA 美好生活篇                    |
| 2015 | QUEEN FASHION SHOP - LANAS                |
| 2016 | 周杰倫 途牛旅遊APP （页面存档备份，存于） |
| 2016 | TSUM TSUM 初練篇                          |
| 2019 | vivo S1愛美機                             |

### 音樂錄影帶
| 年份 | 歌手             | 作品                                                | 導演     |
| 2016 | 陳勢安           | 練習愛情 （页面存档备份，存于）                     | JIZO     |
| 2018 | 魏嘉瑩           | 喜歡我吧﹙有你真好版﹚                              | 瑞門     |
| 2018 | 黃奕儒           | 不再孤單                                            | 瑞門     |
| 2019 | 慢慢說MURMURSHOW | 自導自演﹙張行Hunt微電影版﹚ （页面存档备份，存于） | 柯奕廷   |
| 2020 | 王艷薇           | 離開我的依賴 （页面存档备份，存于）                 | DiDi Lin |

## 外部連結
- 張行 Hunt的Facebook專頁
- 張行的Instagram帳戶
- 張行HuntChang的新浪微博
- 張行在互联网电影资料库（IMDb）上的資料（英文）